# 诺切拉泰里内塞
诺切拉泰里内塞（義大利語：Nocera Terinese），是意大利卡坦扎罗省的一个市镇。总面积46.2平方公里，人口4816人，人口密度104.2人/平方公里（2009年）。ISTAT代码为079087。